# Grupo de Trabalho para o Desenvolvimento do Nordeste
O Grupo de Trabalho para o Desenvolvimento do Nordeste, também conhecido por GTDN, foi criado em 1958 e coordenado por Celso Furtado visando a industrialização da Região Nordeste com o modelo de substituição de importações. No ano seguinte, foi criada a Superintendência do Desenvolvimento do Nordeste (SUDENE), como um desdobramento do GTDN. Suas funções eram diagnosticar e planejar o desenvolvimento da Região Nordeste.